# La Tigresa del Oriente
La Tigresa del Oriente, pseudonimo di Judith Bustos (Iquitos, 22 novembre 1945), è una cantante peruviana.
Grazie alla popolarità dei suoi video su YouTube (il video del suo singolo Nuevo amanecer ha superato i 10 milioni di visualizzazioni in rete nel 2007), è diventata un fenomeno di Internet.